# Do it! Now
Do it! Now(두 잇! 나우)는 2002년 7월 24일에 발매된 모닝구무스메의 열다섯 번째 싱글이다.

## 개요
- 고토 마키가 마지막으로 참가한 싱글이다. 메인 보컬은 아베 나츠미와 고토이며, 아베와 다카하시 아이가, 고토와 콘노 아사미가 짝을 이룬다. 간주에는 마이크를 거꾸로 들고 하는 랩 파트가 있다.

- 태양의 서커스가 연기한 《퀴담 2002》의 이미지송이기도 하다.

- 후에 6기 멤버 오디션 과제곡으로 지정되었다.

- 음악 프로그램에서는 멤버 전원, 각각 다른 곳에 키스마크 스티커가 붙어있다.

- 고토 졸업 후 그의 파트는, 6기 가입 전까지는 카고 아이가, 6기 가입 후부터는 다나카 레이나가 담당하였다.

- 층쿠♂ 베스트 작품집 (상) 샤란Q~모닝구무스메~ 층쿠♂ 연예계 생활 15주년 기념 앨범~에 수록되었으며, 부록인 북클릿에는 이 곡의 파트가 게재되었다.

## 수록곡
1. Do it! Now
작사, 작곡 : 층쿠 / 편곡 : 스즈키Daichi히데유키
2. ちょっとイカしたPURE BOY
작사, 작곡 : 층쿠 / 편곡 : TATOO
3. Do it! Now (Instrumental)

## 참여 뮤지션
※괄호는 트랙 번호
- 스즈키Daichi히데유키 - 전 악기 (1)
- 층쿠♂ - 코러스 (1, 2)
- TATOO - 키보드, 프로그래밍 (2)
- 메키 도오루 - 기타 (2)
- 야마다 도모유키 - 퍼커션 (2)
- 이나바 아쓰코 - 코러스 (2)

## 차트
- 플래티넘 (일본 레코드 협회)
- 주간최고순위 3위 (오리콘 차트)